# Trefaldighetskyrkan, Antarktis
Trefaldighetskyrkan är en liten rysk-ortodox kyrkobyggnad på King George Island vid ryska Bellingshausensstationen på King George Island, Sydshetlandsöarna. Den invigdes 2004.